# Bo Lenter
Bo Evald Lenter, född den 30 april 1935 i Bjuvs församling, Malmöhus län, är en svensk jurist.
Lenter genomg9ci reservofficersutbildning 1956–1957, landsfiskalsutbildning 1957–1962, avlade distriktsåklagarexamen 1960 och genomgick polischefskurs 1961. Han var landsfiskalsassistent 1962–1964 och assisterande åklagare 1965–1967. Lenter avlade juris kandidatexamen 1967 och genomförde tingstjänstgöring 1967–1969. Han var fiskal i Hovrätten över Skåne och Blekinge 1970–1975 och assessor där 1976. Lenter blev rådman i Malmö tingsrätt 1977 och lagman i Ystads tingsrätt 1985.